# María Ester Albeck
María Ester Albeck, también conocida como Mariette Albeck, (Necochea, 12 de octubre de 1952-21 de junio de 2020) fue una arqueóloga argentina especialista en las sociedades de la quebrada de Humahuaca y la puna de Jujuy en el Noroeste argentino. Fue promotora de la cultura andina como Patrimonio cultural de la Humanidad en la Unesco.

## Biografía
María Ester Albeck, hija de inmigrantes daneses, nació y vivió gran parte de su infancia en La Dulce, partido de Necochea, Argentina.
Estudió la carrera de Antropología con orientación Arqueología en la Facultad de Ciencias Naturales de la Universidad Nacional de La Plata. También estudió, pero abandonó al tiempo, la carrera de Medicina en la Facultad de Ciencias Médicas de la misma casa de estudio. A comienzos de la década de 1980 comenzó a trabajar en la arqueología en la Puna jujeña. 
En 1986 se mudó a Tilcara, en la Quebrada de Humahuaca, a la residencia del Instituto Interdisciplinario de Tilcara de la Facultad de Filosofía y Letras de la Universidad de Buenos Aires. También vivió un tiempo en Maimará y en Uquía luego, estableciéndose definitivamente en la Quebrada de Humahuaca. Se casó con Humberto Robles, con quien tuvo tres hijos.
Falleció el 21 de junio de 2020, después de haber batallado por casi veinte años con un cáncer.

## Actividad laboral

### Académica
Realizó su tesis doctoral, bajo la dirección del ingeniero Augusto Cárdich, en la Facultad de Ciencias Naturales de la Universidad Nacional de La Plata, siendo esta la primera investigación exhaustiva sobre las variaciones de los sistemas agrícolas en la puna de Casabindo (provincia de Jujuy). La tesis, finalmente defendida en 1993, se tituló Contribución al estudio de los sistemas agrícolas prehispánicos de Casabindo, Puna de Jujuy.
Fue investigadora principal del Consejo Nacional de Investigaciones Científicas y Técnicas de Argentina (CONICET), desempeñando su función en el Instituto de Ecorregiones Andinas. Fue profesora titular en la materia Arqueología Argentina de la Universidad Nacional de Jujuy. Entre 1991 y 1995, fue directora del Instituto Interdisciplinario Tilcara (Facultad de Filosofía y Letras de la Universidad de Buenos Aires).
Fue pionera en la aplicación de la liquenometría, y de estudios microambientales y experimentales en esta zona de la Argentina. Investigó además los sistemas de cultivos en varios sitios de la puna y quebrada de Humahuaca, como Laguna Blanca, Alfarcito, El Molino, entre otros.

### Patrimonio
Fue parte del equipo técnico de la provincia de Jujuy del proyecto para la postulación de la Quebrada de Humahuaca como Patrimonio de la Humanidad en el 2003.
En 2014, fue delegada de la provincia de Jujuy para la postulación internacional del «Qhapaq Ñan: Camino Principal Andino» como Patrimonio Mundial ante la Unesco.
Integró también durante varios años la Comisión Nacional de Museos, Monumentos y Lugares Históricos de Argentina.

## Publicaciones destacadas
- Albeck, María Ester. 1992. El ambiente como generador de hipótesis sobre dinámica sociocultural prehispánica en la Quebrada de Humahuaca. Cuadernos, 3: 95-106.
- Albeck, María Ester. 2000. La vida agraria en los Andes del Sur. En: Nueva Historia Argentina, Volumen 1, M. Tarragó (ed.), pp. 187-228. Editorial Sudamericana, Buenos Aires.
- Albeck, María Ester. 2001. La puna argentina en los períodos Medio y Tardío. En: Historia Argentina Prehispánica, Volumen 1, E. Berberían y A. Nielsen (eds.), pp. 347-377. Editorial Brujas, Buenos Aires.
- Albeck, María Ester y Silvia Palomeque. 2009. Ocupación española de las tierras indígenas de la puna y "raya del Tucumán" durante el temprano período colonial. Memoria Americana, 17 (2): 173-212.